# Georges Michel (dramaturge)
Pour les articles homonymes, voir Georges Michel et Michel.
Georges Michel est un écrivain et dramaturge français né le 4 mars 1926 à Paris 20e et mort le 14 février 2011 à Paris 15e. 

## Biographie
Issu d'une famille juive et prolétarienne, Georges Michel a cinq ans lorsque sa mère meurt de tuberculose. Il part vivre avec son frère chez ses grands-parents à Saint-Leu-la-Forêt à une vingtaine de kilomètres de Paris où reste son père qui est ouvrier imprimeur. Ce dernier se remarie quand Georges à huit ans.
Il passe son certificat d'étude et poursuit ses études à Paris. En 1939, il commence une année scolaire dans le quartier des Buttes-Chaumont.
Après l'entrée des troupes allemandes à Paris, il quitte la ville en vélo avec son frère mais ils rentreront rapidement. En 1941, à l'âge de quinze ans sa grand-mère meurt d'une angine de poitrine. En 1942 son frère est déporté. En 1943 c'est son grand-père qui meurt d'une attaque d'hémiplégie. Et en 1944 c'est son père qui est déporté.
À la fin de la guerre, il reprend le magasin d'horlogerie de son grand-père au 26 rue de Belleville. Ce dernier lui avait appris le métier. Après une phase où il court les femmes et fréquente la petite délinquance de son quartier, il se marie et commence à lire, à écrire et à peindre.
En 1958 il entre au PC et il y restera jusqu'en 1968.
C'est une amie de Georges qui parle à Jean-Paul Sartre de ses écrits et ce dernier lui demande un manuscrit. Leur première rencontre a lieu en 1961 chez Sartre, ils discutent d'une pièce de Georges intitulée L'Escalier C. La même année, ils se rencontrent à nouveau, cette fois autour du manuscrit de la pièce Les Jouets que Sartre publiera dans Les Temps modernes en 1963. Avec l'aide de Marguerite Duras qui le contacte après avoir lu la pièce dans la revue, cette dernière est publiée la même année aux éditions Gallimard. Elle est montée en 1964 au théâtre Gramont.
En 1967, Sartre écrit une préface pour La Promenade du dimanche. L'amitié de Georges et de Sartre se confirme avec les années; il devient un proche et racontera cette amitié dans son livre Mes années Sartre en 1981.
Il désirait ouvrir un lieu de création et de rencontre autogéré, un mécène lui propose d'avancer les capitaux, Georges s'occupe de l'essentiel et c'est la création en 1974 de La Cour des miracles, à Paris au 23 avenue du Maine. Deux ans plus tard, il se fait renvoyer par le mécène qui est aussi le directeur financier.
Fin 1980, La Promenade du dimanche est présentée dans sa mise en scène au théâtre de Chaillot à Paris.

## Œuvres
Théâtre
- Les Jouets, Gallimard, 1963.
- La Promenade du dimanche, Gallimard, 1967.
- L'Agression, TNP, 1967.
- Arbalètes et Vieilles Rapières, Gallimard, 1969.
- Un petit nid d'amour, Gallimard, 1970 (mis en scène par Patrick Roegiers, Théâtre Provisoire, Bruxelles, 1974).
- La Ruée vers l'ordre, Revue Travail théâtral, 1970.
- Lit cage, Galilée, 1975.
- Tiens le coup jusqu'à la retraite, Léon, non publié, 1976.
- Une place au soleil, non publié, 1980.
- Rhapsodie béton, Actes Sud, 1986.
- Pousta se démonte, Éditions Ramsay, 1987.

Romans
- Les Timides Aventures d'un laveur de carreaux, Grasset, 1966.
- Les Bravos, Gallimard, 1968.
- Les Bancs, Grasset, 1970.

Témoignage
- Mes années Sartre, Hachette, 1981.